# الأرشيدوق يوحنا النمساوي
الأرشيدوق يوحنا النمساوي(بالألمانية:Johann von Österreich) من مواليد 20 يناير 1782-الحادي عشر من مايو من العام 1859. وهو من أعضاء عائلة آل هابسبورغ المالكة، وقائد عسكري برتبة مشير نمساوي، والوصي على عرش الإمبراطورية الألمانية.

## سيرته
ولد يوحنا في فلورنسا وهو الابن الثالث عشر ل ليوبولد الثاني إمبراطور الرومانية المقدسة الدوق الكبير لتوسكانا. وأمه الإمبراطورة وأميرة أسبانيا ماريا لويزا. في العام 1790 أصبح والده الإمبراطور الروماني المقدس وانتقلوا إلى فيينا.

## الحياة العسكرية
تولى جون قيادة الجيش في ألمانيا في أيلول 1800، على الرغم من معارضته الشخصية لتولي هذا المنصب. وقال انه تبين شجاعة شخصية، ولكن تم سحق جيشه في معركة Hohenlinden يوم 3 ديسمبر 1800. أحبط من الهزيمة، وتفكك الجيش تقريبا، والتي كانت توقفت فقط عن طريق ترتيب هدنة في 22 ديسمبر كانون الأول. بعد السلام في عام 1801، وكان الدوق جون أدلى المدير العام لدائرة الهندسة والتحصين، وقاد في وقت لاحق اثنين من الأكاديميات العسكرية.